# Lijst van oorlogsmonumenten in Heemskerk
De Nederlandse gemeente Heemskerk heeft 1 oorlogsmonument. Hieronder een overzicht.
| Nr.  | Object                                                  | Herdachte groep                         | Ontwerper              | Onthulling | Type            | Locatie                   | Plaats    | Coördinaten                   | Foto                                                    |
| ---- | ------------------------------------------------------- | --------------------------------------- | ---------------------- | ---------- | --------------- | ------------------------- | --------- | ----------------------------- | ------------------------------------------------------- |
| 2506 | Vredesmonument                                          | algemeen, allen, geallieerde militairen | Dhr. C.A. van 't Schip | 3 mei 1987 | zuil            | Kerkplein 1, 1961 EA      | Heemskerk | 52° 30' 38" NB, 4° 40' 16" OL | Vredesmonument                                          |
| 4017 | Flying Fortress monument                                | geallieerde militairen                  |                        |            | beeld/sculptuur | Communicatieweg bij nr.18 | Heemskerk | 52° 29' 49" NB, 4° 42' 43" OL |                                                         |
|      | gedenksteen op Protestant kerkhof                       | inwoners van Heemskerk                  |                        |            | steen           | Kerkplein 1, 1961 EA      | Heemskerk | 52° 30' 37" NB, 4° 40' 17" OL |                                                         |
|      | Oorlogsgraven geallieerde militairen Protestant kerkhof | geallieerde militairen                  |                        |            | grafmonument    | Kerkplein 1, 1961 EA      | Heemskerk | 52° 30' 37" NB, 4° 40' 17" OL | Oorlogsgraven geallieerde militairen Protestant kerkhof |
|      | Gedenkteken Lancaster DS835                             | geallieerde militairen                  |                        |            | gedenkteken     | Kruisbergweg              | Heemskerk | 52° 31' 22" NB, 4° 37' 35" OL |                                                         |

Aalsmeer ·
Alkmaar ·
Amstelveen ·
Amsterdam ·
Bergen ·
Beverwijk ·
Blaricum ·
Bloemendaal ·
Castricum ·
Den Helder ·
Diemen ·
Dijk en Waard ·
Drechterland ·
Edam-Volendam ·
Enkhuizen ·
Gooise Meren ·
Haarlem ·
Haarlemmermeer ·
Heemskerk ·
Heemstede ·
Heiloo ·
Hilversum ·
Hollands Kroon ·
Hoorn ·
Huizen ·
Koggenland ·
Landsmeer ·
Laren ·
Medemblik ·
Oostzaan ·
Opmeer ·
Ouder-Amstel ·
Purmerend ·
Schagen ·
Stede Broec ·
Texel ·
Uitgeest ·
Uithoorn ·
Velsen ·
Waterland ·
Weesp ·
Wijdemeren ·
Wormerland ·
Zaanstad ·
Zandvoort